# Оккупационные выпуски Пскова
Оккупацио́нные вы́пуски Пско́ва — почтовые марки, издававшиеся немецкими оккупационными властями для Пскова (нем. Pleskau) в 1941—1942 годах как в виде надпечаток, так и с оригинальными рисунками. Выпуск таких марок был скорее исключением из общего правила — на большинстве оккупированных территорий использовались почтовые марки нацистской Германии, с номиналом в рейхсмарках, или советские марки, обращавшиеся до оккупации, но с надпечатками.

## История
7 августа 1941 года в Пскове, по ходатайству городского головы В. М. Черепенькина, открылась почтовая служба. Первоначально использовались почтовые марки СССР с надпечаткой «Pleskau», однако они были исчерпаны за три дня. После этого в обращение поступили немецкие почтовые марки с изображением Гинденбурга и с надпечатками «Pleskau — 20 kop.» или «Pleskau — 60 kop.», для которых местным гравёром Григорием Алексеевым были выполнены металлические штемпели. Однако в сентябре 1941 года Министерство почт через немецкое командование запретило «портить» таким образом немецкие почтовые марки, и вследствие этого была изготовлена очередная партия советских марок с надпечатками.
17 октября 1941 года был осуществлён выпуск из трёх марок номиналами в 20, 60 и 60 + 40 копеек, клише которых снова создал гравёр Григорий Алексеев (в других источниках — Григорий Александров-Гай).
Марки были одноцветными, с религиозными или геральдическими сюжетами (старый герб Пскова, собор, икона Богоматери) и с текстом: «Pleskau (Псков)». Номинал выражался в советских рублях (копейках). В течение нескольких месяцев почта то открывалась, то закрывалась, однако марки продолжали использоваться до начала 1942 года.
1 декабря 1941 года и 28 февраля 1942 года почтово-благотворительные марки номиналом в 60 + 40 копеек были эмитированы в формате малых листов (блоков) по четыре марки, с надписью «Красный Крест / Псков — 1941 год».
Известны также примеры выпуска надпечатанных цельных вещей в оккупированном городе.
Обращение оккупационных марок Пскова было прекращено в связи с освобождением Пскова советскими войсками.

## Статус
Выпуски «Pleskau» имеют известность в мировой филателии, продаются на международных аукционах[≡] и входят в отдельные коллекции[≡].
Образцы псковских оккупационных марок, а также штемпелей для производства надпечаток были направлены в Берлин, в фонды германского почтового музея.
Часть специалистов считает, что хотя подлинность выпуска почтово-благотворительных марок в малых листах (блоках) можно считать установленной, сами листы (блоки) и их марки вряд ли широко использовались в почтовом обращении, в отличие от советских марок с надпечатками, и могли почти целиком разойтись среди коллекционеров. Высказывались также серьёзные сомнения в доказанности регулярного использования всех псковских оккупационных выпусков для почтовых нужд населения и в целом в необходимости создания городской почтовой службы в оккупированном Пскове.